# Cuvango
Cuvango (auch Kuvango, vor 1975 Vila da Ponte) ist eine Kleinstadt und ein Landkreis in Angola.

## Geschichte
Der Ort wurde Ende des 19. Jahrhunderts von portugiesischen Siedlern gegründet, als Vila Artur de Paiva. Der Name nahm Bezug auf Artur de Paiva (1856–1900), einen Offizier, der sich in den Militäroperationen zur Durchsetzung der portugiesischen Kolonialherrschaft verdient gemacht hat. Später erhielt die Kleinstadt (Vila) den Namen Vila da Ponte, unter Bezugnahme auf die bedeutende Brücke über den Cubango. Nach der Unabhängigkeit des Landes 1975 legte die Kleinstadt den portugiesischen Ortsnamen ab und trägt seither die heutige Bezeichnung.

## Verwaltung
Cuvango ist Sitz eines gleichnamigen Kreises (Município) in der Provinz Huíla. Der Kreis umfasst eine Fläche von 9680 km² mit etwa 67.000 Einwohnern (Schätzung 2012). Die Volkszählung 2014 soll fortan gesicherte Bevölkerungsdaten liefern.
Der Kreis Cuvango setzt sich aus drei Gemeinden (Comunas) zusammen:
- Cuvango
- Galangue
- Vicungo

## Wirtschaft
Der Kreis ist stark landwirtschaftlich geprägt. Hauptanbauprodukt ist Mais. Unter portugiesischer Kolonialverwaltung begann 1970 zudem hier die Reisproduktion, die bis 1984 nicht unter 60 Tonnen je Ernte fiel. Bedingt durch die Eskalation des Angolanischen Bürgerkriegs (1975–2002) wurde der Reisanbau dann nicht mehr betrieben. Seit 2006 wird in Cuvango wieder Reis angebaut. Seit dem Friedensschluss 2002 und den folgenden Wiederaufbauprogrammen der Regierung erlebt der Kreis einigen wirtschaftlichen Aufschwung. Die ab 2010 wieder schrittweise in Betrieb genommene Namibebahn und die wiederhergestellte Straßenverbindung insbesondere nach Lubango gaben dabei wichtige Impulse. So verfügt der Kreis seit Ende 2013 über einen der fünf Getreidestützpunkte der Provinz Huíla, mit zwei Silos zu je 500 Tonnen Fassungsvermögen, Trocknungs- und Behandlungsanlagen, Logistikeinrichtungen, und einem Laborzentrum.
Zudem spielt Viehwirtschaft eine wachsende Rolle im Kreis. Die Kommunalverwaltung fördert durch Impfprogramme und Viehvergabe insbesondere die Rinderzucht im Kreis.
Das angolanische Unternehmen Ali-Terra kündigte 2012 die Errichtung von verschiedenen Industriebetrieben im Gewerbegebiet (port. pólo industrial) Cuvangos an. Dazu zählen eine Tierfutterfabrik, eine Keramikfabrik, zwei Betriebe zur Herstellung von Pflanzenöl und von Seife, und eine Abfüllanlage für Mineralwasser. Dazu kommen eine Geflügelfarm und ein Schweinezuchtbetrieb. Auch ein Hotel mit 24 Betten wurde angekündigt, ebenso mögliche Obstplantagen mit 7500 Bäumen. Das Unternehmen begründete sein Engagement mit der günstigen Bodenqualität und den ausreichenden Wasservorkommen im Kreis.
Der Kreis Cuvango verfügt über einige Bodenschätze, darunter Diamanten, Gold, Silber, Quarz, Eisen und Mangan.

## Verkehr
Cuvango verfügt über einen Bahnhof an der Namibebahn-Eisenbahnstrecke. Seit 2012 ist die Strecke wieder vollständig in Betrieb, nachdem sie im Verlauf des Bürgerkrieges (1975–2002) zum Stillstand gekommen war.
Seit 2012 ist die asphaltierte Nationalstraße von Moçâmedes (1985–2016 Namibe) an der Atlantikküste über Lubango, Matala und Cuvango bis Menongue fertiggestellt. Zuvor waren eine Reihe Brückenausbesserungen und Neubauten nötig, darunter die wichtige Brücke über den Cubango im Kreis Cuvango.